# Rolando Rivi
Rolando Maria Rivi (Castellarano, 7 gennaio 1931 – Monchio, 13 aprile 1945) è stato un seminarista cattolico, ucciso dai partigiani comunisti durante la seconda guerra mondiale.
Venerato come beato dalla Chiesa cattolica, è patrono dei seminaristi e dei ministranti dell'arcidiocesi di Modena-Nonantola

## Biografia
Nato a San Valentino, frazione di Castellarano, secondo dei tre figli di Roberto Rivi e Albertina Canovi, entrò nel seminario di Marola nell'autunno del 1942 ma nel 1944, in seguito all'occupazione tedesca del paese, fu costretto a ritornare a casa. Non smise però di sentirsi seminarista né di indossare l'abito talare, nonostante il parere contrario dei genitori, preoccupati per i gesti di odio antireligioso diffusi nella zona: gli atti di violenza e le uccisioni di sacerdoti diverranno infatti in quel periodo molto comuni.
Il 10 aprile 1945, durante le ultime fasi della guerra di liberazione, fu rapito da un gruppo di partigiani comunisti, che costrinsero il ragazzo quattordicenne a seguirli nella boscaglia. Ai genitori fu lasciato un bigliettino con scritto "Non cercatelo. Viene un attimo con noi partigiani". Accusandolo di fare la spia per i fascisti, dopo tre giorni di percosse, umiliazioni e sevizie, lo uccisero a colpi di pistola in un bosco di Piane di Monchio, frazione di Palagano.
Seguendo le indicazioni di alcuni partigiani, comprese quelle dello stesso assassino, la sera del 14 aprile Roberto Rivi e don Alberto Camellini, curato di San Valentino, ne ritrovarono la salma che presentava il volto coperto di lividi, il corpo martoriato e le due ferite mortali, una alla tempia sinistra e l'altra all'altezza del cuore. L'indomani lo trasportarono a Monchio, dove ebbe esequie e sepoltura cristiane.
Dopo la Liberazione, il 29 maggio 1945 la salma fu traslata e tumulata nel cimitero di San Valentino, con l'omaggio di tutti i parrocchiani. Essendo divenuta la sua tomba meta di pellegrinaggi, il 26 giugno 1997, con una solenne cerimonia, gli venne data nuova sepoltura all'interno della chiesa di San Valentino, nel sacrario dei parroci della pieve.
Nel 1951 la Corte di Assise di Lucca condannò i responsabili dell'uccisione, Giuseppe Corghi, che aveva sparato, e Delciso Rioli, comandante della 27ª Brigata Garibaldi "Dolo", a 23 anni di reclusione. La condanna venne confermata nel 1952 dalla Corte di Assise di Appello di Firenze e diventò definitiva in Cassazione. I due furono poi condannati, in tutti e tre i gradi di giudizio, per omicidio a 22 anni di carcere, ma ne scontarono solo 6 per effetto dell'amnistia Togliatti.

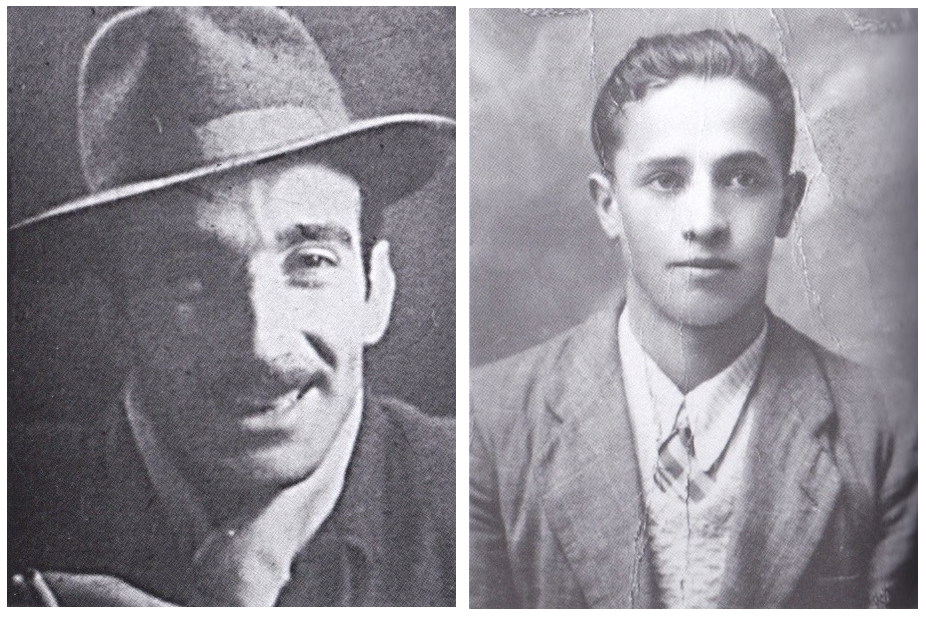
Giuseppe Corghi (1919-1998) (a sinistra) e Delcisio Rioli (1922-1996), (a destra) condannati nel 1951 per l'omicidio di Rolando Rivi.

## La beatificazione
Dopo una serie di guarigioni riconosciute come miracolose dalla Chiesa cattolica, in quanto ottenute con la sua intercessione, il 7 gennaio 2006 è stata aperta dall'arcidiocesi di Modena la sua causa di canonizzazione. Nel maggio 2012, la competente commissione vaticana dei teologi "censori" ha approvato la validità del suo martirio in odium fidei.
Il 28 marzo 2013 papa Francesco ha autorizzato la Congregazione delle cause dei santi a promulgare il decreto che ne riconosce il martirio. Il 5 ottobre 2013 si è celebrata la cerimonia di beatificazione davanti a migliaia di persone riunite nel Palazzetto dello Sport di Modena.

## La memoria
Nell'autunno 2013 fu inoltre approntata una mostra itinerante intitolata "Io sono di Gesù" composta di venti pannelli. In alcune realtà come a Rio Saliceto la mostra fu boicottata dai genitori della locale scuola "Anna Frank" con la motivazione che la mostra "infanga la memoria della Resistenza", ottennero la sospensione delle visite didattiche. Il vescovo della Diocesi di Reggio Emilia-Guastalla Massimo Camisasca replicò allo stop alle visite: 
(Il vescovo della Diocesi di Reggio Emilia-Guastalla Massimo Camisasca in merito alle polemiche di Rio Saliceto)
Il 15 aprile 2018, nel 73º anniversario del martirio, la signora Meris Corghi, figlia di Giuseppe Corghi, in presenza del vescovo Massimo Camisasca, ha stretto la mano alla sorella e agli altri parenti ancora in vita del Martire, lanciando un messaggio di pace e di unione per la fine di tutte le guerre "...questa stretta di mano tra le nostre due famiglie sia il simbolo della giusta espiazione per l’odio fraterno per ogni padre, per ogni nonno, per ogni bisnonno che ognuno ha nella nostra famiglia tornato vivo dalla guerra".
La memoria liturgica del beato Rolando si celebra il 29 maggio, giorno della sua traslazione nel cimitero di San Valentino nel 1945. La festa liturgica è celebrata in tutto il mondo e nelle Filippine esiste un gruppo di «amici di Rolando». Sono diffuse in tutto il mondo reliquie del giovane seminarista, generalmente frammenti della cassetta di legno in cui fu custodito il corpo.
Il 13 aprile 2024, nel 79º anniversario dell'uccisione, la tomba di Rivi a Castellarano ha ricevuto l'omaggio del ministro della cultura Gennaro Sangiuliano.